# Горев, Александр Осипович

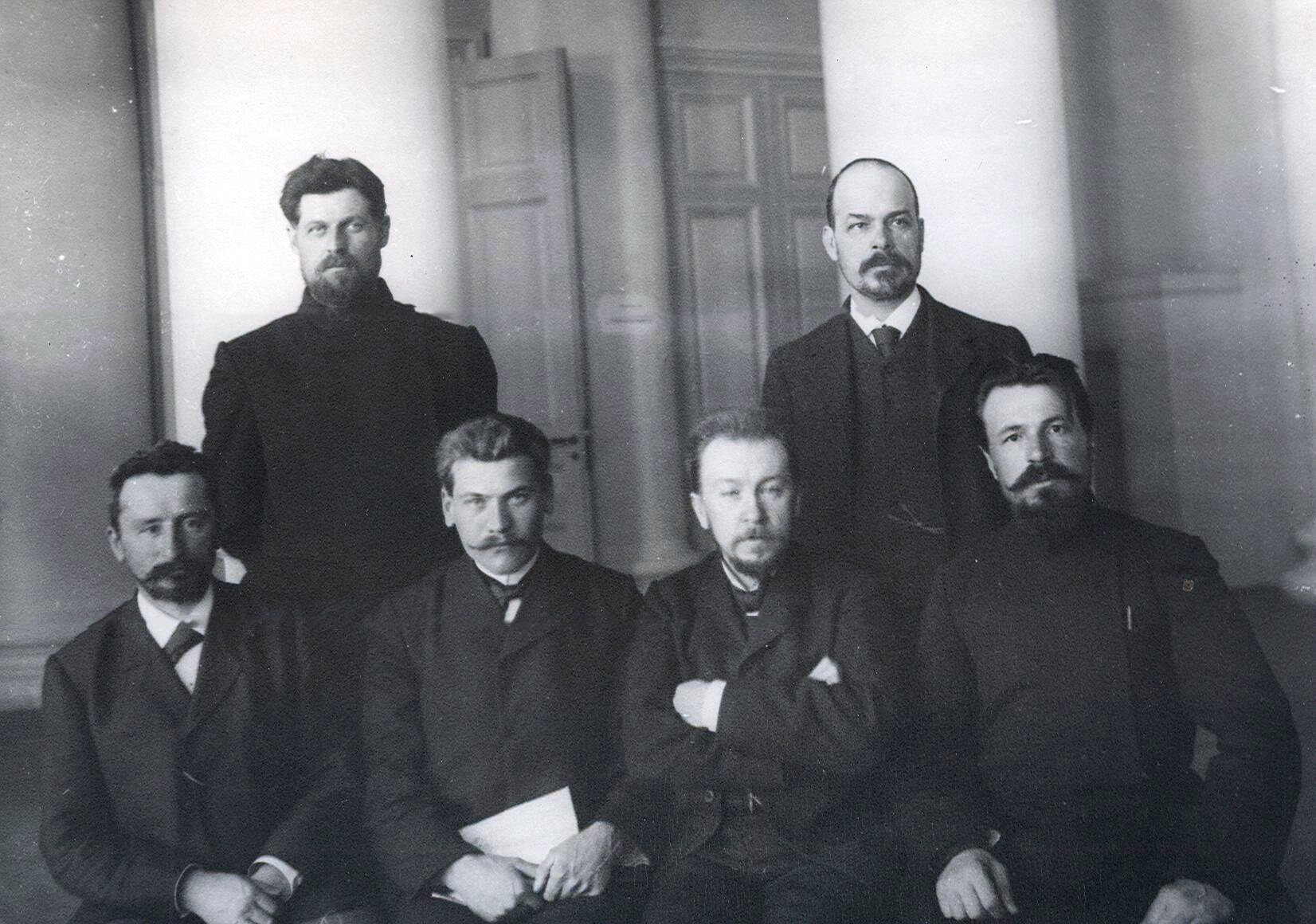
Депутаты 2-й Государственной Думы от Владимирской губернии, слева направо, сидят: К. К. Черносвитов, Н. А. Жиделёв, Н. М. Иорданский, Ф. П. Герасимов; стоят — Г. И. Ситников и А. О. Горев.

Александр Осипович Горев (вариант отчества: Иосифович) (1855 — ?) — инженер-технолог, депутат Государственной думы II созыва от Владимирской губернии, член  Конституционно-демократической партии.

## Биографии
Окончил Императорское Московское техническое училище в 1876 году. Инженер-технолог. Личный почётный гражданин. Около 30 лет работал на фабриках сначала в Иванове, затем в селе Никольское (ныне часть города Орехово-Зуево), на фабрике С. Т. Морозова. Работая на фабриках, состоял во главе многих общественных организаций. Уволен администрацией «за общественную деятельность». Член кадетской партии.
7 февраля 1907 года был избран в Государственную думу II созыва от общего состава выборщиков Владимирского губернского избирательного собрания. Вошёл в состав Конституционно-демократической фракции. Член думских комиссий о помощи безработным, о нормальном отдыхе служащих в торговых и ремесленных заведениях. Выступил с докладом от имени 5-го отдела о проверке прав членов Государственной думы II созыва.
С 1907 года — ведущий инженер-технолог на фабрике Н. М. Красильщикова в Родниках Костромской губернии.
ЦК кадетской партии на своём заседании 30 июля 1915 года постановил устроить в начале августа того же года областной съезд подмосковных и Московской губерний и пригласить на него в числе других членов партии и А. О. Горева в качестве делегата.
Дальнейшая судьба и дата смерти неизвестны..  Скончался до 1929 года.

## Жена
- Жена — Анна Григорьевна (урождённая Топоркова) (1854 — после 1929) — русская революционерка, народница, фельдшерица[6].

### Рекомендуемые источники
- Материалы областной краеведческой конференции «Известные и неизвестные события и имена в истории и культуре Владимирской земли» (18 апреля 2003 г.) Р. Г. Коноплева, И. Г. Порцевская, Владимирский фонд культуры, Е. Н. Карасева, Владимирское областное общество краеведов, ГУ «Владимирская областная научная библиотека». «Атлас», 2003. 310 с.

### Архивы
- Российский государственный исторический архив. Фонд 1278. Опись 1 (2-й созыв). Дело 108. Дело 532. Лист 8.